# مارتینا فیدانتسا
مارتینا فیدانتسا (ایتالیایی: Martina Fidanza؛ زادهٔ ۵ نوامبر ۱۹۹۹) دوچرخه‌سوار اهل ایتالیا است.
وی در مسابقات کشوری و بین‌المللی در مجموع برندهٔ ۴ مدال طلا، ۵ مدال نقره شده‌است.